# Serrat del Vent (Lladurs)
|  | Aquest article tracta sobre una serra del Solsonès. Vegeu-ne altres significats a «Serrat del Vent». |

El Serrat del Vent és una serra situada als municipis de Lladurs i Olius (Solsonès), amb una elevació màxima de 764,7 metres.